# Diplognatha crampeli
Diplognatha crampeli är en skalbaggsart som beskrevs av Leon Fairmaire 1893. Diplognatha crampeli ingår i släktet Diplognatha och familjen Cetoniidae. Inga underarter finns listade i Catalogue of Life.